# 1968 (szám)
Az 1968 (római számmal: MCMLXVIII) az 1967 és 1969 között található természetes szám.

## A matematikában
A tízes számrendszerbeli 1968-as a kettes számrendszerben 11110110000, a nyolcas számrendszerben 3660, a tizenhatos számrendszerben 7B0 alakban írható fel.
Az 1968 páros szám, összetett szám. Kanonikus alakja 24 · 31 · 411, normálalakban az 1,968 · 103 szorzattal írható fel. Húsz osztója van a természetes számok halmazán, ezek növekvő sorrendben: 1, 2, 3, 4, 6, 8, 12, 16, 24, 41, 48, 82, 123, 164, 246, 328, 492, 656, 984 és 1968.
A 23-hoz tartozó partíciók száma.
Az 1968 két szám valódiosztóösszeg-függvényeként áll elő, ezek az 1056 és 1272.